# Borís Liatoshinski
Borýs Mykoláyovych Liatoshynsky (en ucraniano: Борис Миколайович Лятошинський) o Borís Nikoláievich Liatoshinski en ruso: Борис Николаевич Лятошинский) fue un compositor y director de orquesta ucraniano nacido en Zhytómyr el 3 de enero de 1895 y fallecido en Kiev el 15 de abril de 1968.

## Biografía

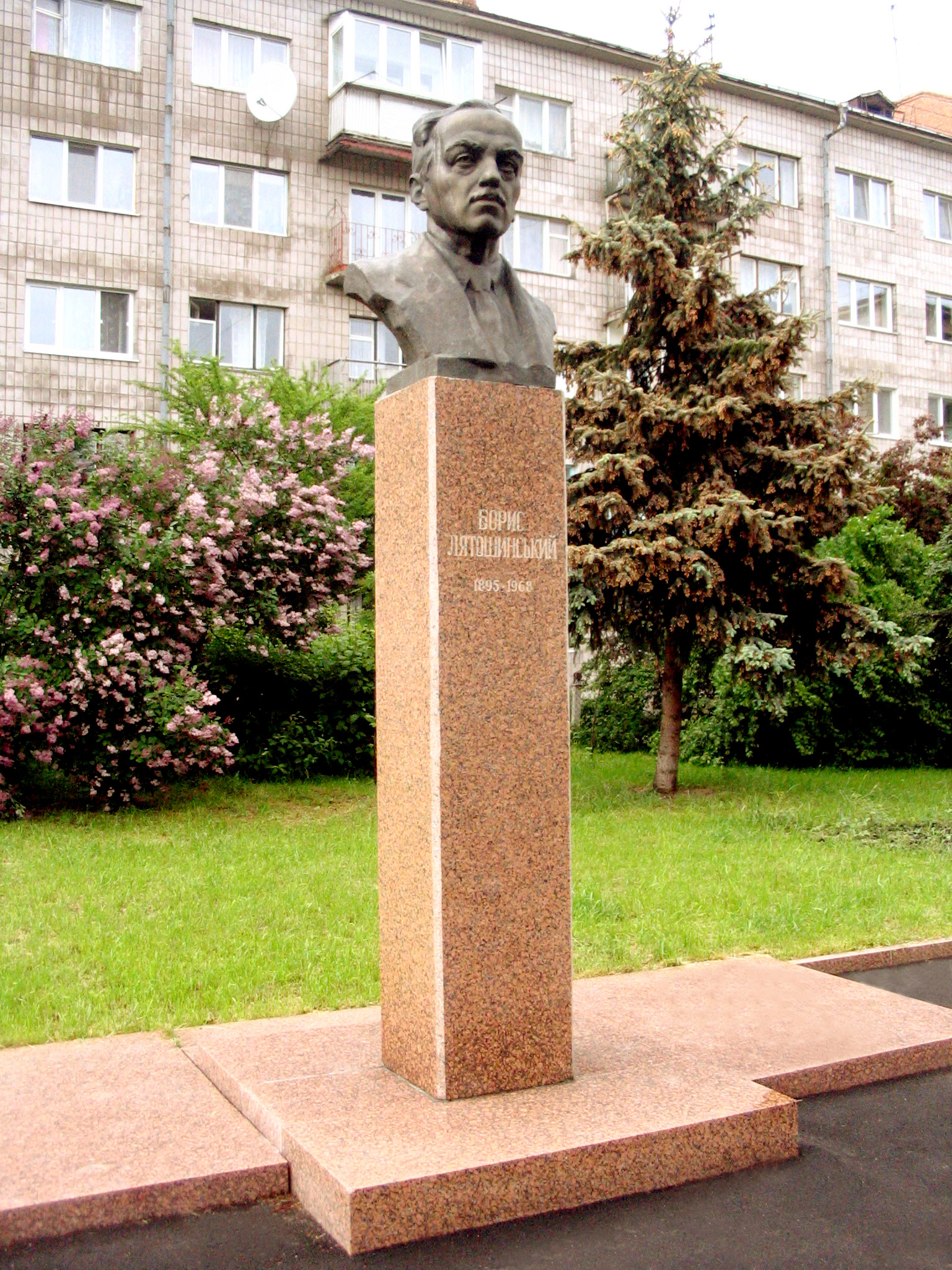
Monumento de Liatoshinski en Zhitómir.

Borís Liatoshinski provenía de una familia de maestros pues su padre era profesor de historia y su madre tocaba el piano y cantaba. Comenzó muy pronto él mismo en la música, estudiando violín y piano. Dotado desde muchacho, escribió varias piezas para piano a la edad de catorce años, entre ellas un vals y una mazurca. En 1913, comenzó a estudiar derecho en la Universidad de Kiev, finalizando en 1918. Mientras tanto, estudió composición con Reinhold Glière. Desde 1920, fue profesor de composición en el conservatorio de Kiev. De 1922 a 1925, dirigió la Asociación de Música Moderna Mykola Leontóvych. Posteriormente, fue profesor de instrumentación en el conservatorio de Moscú, entre 1935 y 1938.

## Estilo
El estilo de Liatoshinski está influenciado por la escuela clásica rusa (Rimski-Kórsakov, Borodín, Glazunov, Chaikovski y Tanéyev), encontrando en su música una predilección por el nacionalismo y la afinidad con el folclore ucraniano, y en general, el folclore eslavo (ruso y polaco, en particular). 
Enseñó a compositores de renombre internacional como Qará Qaráyev, Leonid Hrabovsky y Valentín Silvéstrov, dejando una rica producción artística, incluso como compositor de música cinematográfica.
Liatoshinski fue muy popular en la Unión Soviética y recibió numerosos premios por sus composiciones.

## Obra

### Ópera
- The Golden Ring, en 4 actos, opus 23 (1929) (revisada en 1970)
- Shchors, en 5 actos, opus 29 (1937)
- The Commander, (1970)

### Orquestal
- Sinfonía n.º 1, opus 2 (1918-1919)
- Sinfonía n.º 2, opus 26 (1935-1936) revisada en 1940.
- Sinfonía n.º 3, opus 50 "Por el 25 aniversario de la Revolución de Octubre" (1951)
- Sinfonía n.º 4, opus 63 (1963)
- Sinfonía n.º 5 "Slavonic", opus 67 (1965-1966)
- Marcha fantástica, opus 3 (1920)
- Obertura sobre 4 temas folklóricos ucranianos, opus 20 (1927)
- Poema lírico (1947)
- Canto de la reunificación con Rusia, opus 49 (1949-1950)
- Vals (1951)
- Suite, música para "Tarás Shevchenko", opus 51 (1952)
- Concierto eslavo para piano y orquesta, opus 54 (1953)
- Suite sobre la pieza "Romeo y Julieta", opus 56 (1955)
- "On the Banks of Vistula", poema sinfónico, opus 59 (1958)
- Orquestación de cuatro acordes n.º 2, opus 4 (N.º 2 Intermezzo) (1960)
- Suite polonesa, opus 60 (1961)
- Obertura eslava, opus 61 (1961)
- Poema lírico "A la memoria de Reinhold Glière", opus 66 (1964)
- Suite eslava, opus 68 (1966)
- Obertura festiva, opus 70 (1967)
- "Grazyna", opus 58 (1955)

### Música de cámara
- Cuarteto para cuerdas n.º 1 opus 1 (1915)
- Cuarteto para cuerdas n.º 2 opus 4 (1922)
- Cuarteto para cuerdas n.º 3 opus 21 (1928)
- Cuarteto para cuerdas n.º 4 opus 43 (1943)
- Cuarteto para cuerdas n.º 5 (1944-1951)
- Trío para piano n.º 1 opus 7 (1922) (revisado en 1925)
- Sonata para violonchelo y piano, opus 19 (1926)
- Tres piezas sobre temas folclóricos para violonchelo y piano, opus 25 (1932)
- Trío para piano nº. 2 opus 41 (1942)
- Quinteto para piano "Ucraniano", opus 42 (1942)
- Suite sobre cantos folclóricos ucranianos, para cuarteto de cuerda, opus 45 (1944)
- Suite para cuarteto de viento, opus 46 (1944)
- Dos mazurcas sobre temas folclóricos, para violonchelo y piano (1953)
- Nocturno y scherzino para viola y piano (1963)

### Piano
- Elegía-Preludio (1920)
- Sonata para piano n.º 1 opus 13 (1924)
- 7 piezas "Reflexiones" opus 16 (1925)
- Sonata para piano n.º 2 " Balada" opus 18 (1925)
- Balada, opus 22 (1928-1929)
- Balada, opus 24 (1929)
- Suite (1941)
- Tres preludios, opus 38 (1942)
- Dos preludios, opus 38b (1942)
- Shevchenko-Suite (1942) inacabada.
- Cinco preludios, opus 44 (1943)
- Concierto Estudio-Rondo (1962-1965)
- Concierto Estudio (1962-1967)

### Música vocal para orquesta
- Cantata festiva "Para el 60 aniversario de Stalin" para coro mixto y orquesta (1938)

### Música vocal
- "Moonshadow", canto sobre Verlaine, Severianin, Balmont y Wilde, opus 9 (1923)
- Dos poemas, sobre Shelley, opus 10 (1923)
- Dos cantos sobre Maeterlinck y Balmont, opus 12 (1923)
- Cuatro poemas, sobre Shelley, opus 14 (1924)
- Poemas para barítono y piano, opus 15 (1924)

### Música para coro
- The Sun Rises at the Horizon, canto sobre Shevchenko para coro
- Water, Flow into the Blue Lake!, canto sobre Shevshenko para coro
- Seasons sobre Pushkin, para coro
- Po snegu kradiotsya luná sobre Pushkin, para coro
- Kto, volny, vas ostanovil sobre Pushkin, para coro

### Música para películas
- Música para "Optimistic Tragedy" (1932)
- Música para "Tarás Shevchenko" (1950)
- Música para "Romeo and Juliet" (1954)
- Música para "The Hooked Pig's Snout" (1956)
- Música para "Iván Frankó" (1956)

### Música de banda
- Marcha n.º 1 para orquesta y viento (1931)
- Marcha n.º 2 para orquesta y viento (1932)
- Marcha n.º 3 para orquesta y viento (1936)

### Transcripciones
- Orquestación de la ópera "Tarás Bulba" de Mykola Lýsenko.
- Orquestación del concierto para violín de Reinhold Glière.

## Fuente
- Esta obra contiene una traducción  derivada de « Boris Liatochinski» de Wikipedia en francés, publicada por sus editores bajo la Licencia de documentación libre de GNU y la Licencia Creative Commons Atribución-CompartirIgual 4.0 Internacional.